# イェン・スカール・セオドーア・セイストラウプ
イェン・スカール・セオドーア・セイストラウプ（Jens Carl Theodor Seistrup、1848年1月10日 - 1920年代）はデンマークの死刑執行人である。
デンマークで実際に死刑を執行した最後の死刑執行人である、彼が1892年に執行した死刑がデンマーク最後の死刑となった。後任のカール・ピーター・ハーマン・クリステンセンは一度も死刑を執行することなく死刑制度が廃止され退職した。
在任中に3人を斧で斬首刑にした。

## 執行歴
- 1881年 Rasmus Pedersen Mørke
- 1882年 Anders Nielsen Sjællænder
- 1892年 Jens Nielsen